# Mandibule (anatomie humaine)
Pour les articles homonymes, voir Mandibule (homonymie).
La mandibule (ou maxillaire inférieur) est un os impair symétrique formant la mâchoire inférieure. Il se compose d'une partie centrale : le corps de la mandibule auquel s'attachent latéralement et en haut les deux branches de la mandibule.

## Corps de la mandibule
Le corps de la mandibule forme un os plat dans le sens horizontal incurvé vers l'arrière en forme de fer à cheval.
Il présente une face interne postérieure et une face antérieure externe.
Sa partie inférieure est constituée d'os dense et nervuré constituant la base de la mandibule dont le bord supérieur est occupé par la partie alvéolaire de la mandibule.

### Base de la mandibule

#### Face antérieure

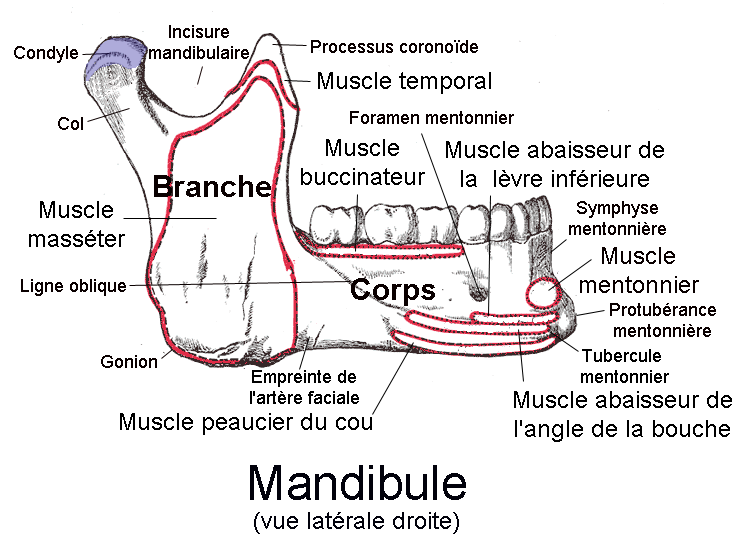
Vue latérale de la partie droite de la mandibule

La partie centrale de la face antérieure de la base de la mandibule est marquée par une crête verticale issue de la fusion des deux parties droite et gauche de la mandibule : la symphyse de la mandibule. Sa partie inférieure présente une saillie médiale triangulaire à base inférieure : la protubérance mentonnière. Celle-ci est prolongée latéralement par deux petites saillies osseuses formant les tubercules mentonniers.
De chaque côté de la protubérance mentonnière partent deux crêtes osseuses obliques en haut et en arrière qui rejoignent les bords antérieurs des branches de la mandibule : la ligne oblique de la mandibule ou ligne oblique externe de la mandibule.
Le point le plus inférieur de la symphyse forme le point crâniométrique gnathion.
En arrière de la symphyse au niveau de la verticale des deux prémolaires se trouvent les deux foramens mentonniers, orifices antérieurs des canaux mandibulaires.
La face antérieure de la base donne insertion au muscle platysma sur le tiers antérieur de son bord inférieur. Au-dessus sur la ligne oblique le muscle abaisseur de l'angle de la bouche et le muscle abaisseur de la lèvre inférieure. Dans une fossette à proximité de la symphyse, s'insère le muscle mentonnier.

#### Face postérieure

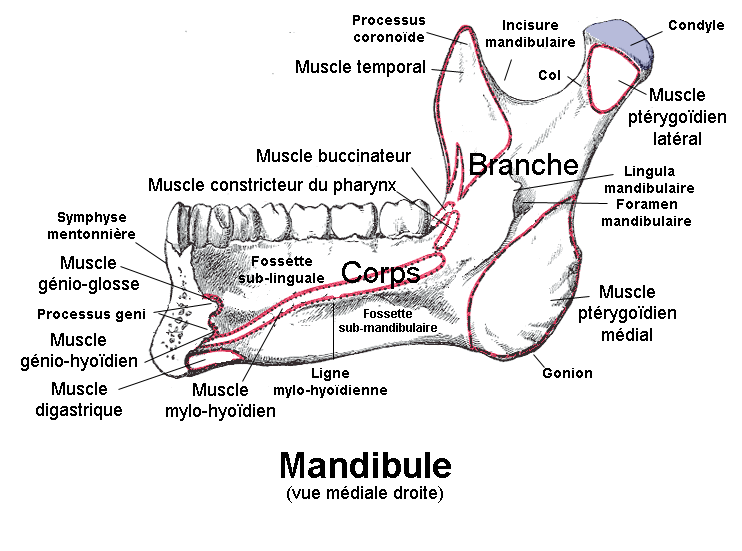
Vue médiale de la partie gauche de la mandibule

Au niveau de la ligne moyenne la face postérieure présente les quatre épines mentales, deux supérieures et deux inférieures, formant le processus geni. En dessous une zone ovalaire forme une dépression : la fosse digastrique près du bord inférieur.
À partir des épines mentales inférieures se dessinent deux lignes saillantes obliques en haut et en arrière jusqu'aux bords antérieurs des branches de la mandibule : les lignes mylo-hyoïdiennes.
Au-dessus de ces lignes se trouvent les fosses sublinguales et en dessous les fosses submandibulaires recevant les glandes salivaires sublinguales et submandibulaires.
La face postérieure de la base donne insertion au muscle digastrique au niveau de la fosse digastrique. Au dessus et le long de la ligne muscle mylo-hyoïdienne s’insère le muscle mylo-hyoïdien.
Au niveau des épines mentales s’insèrent les muscles génoglosses sur les épines supérieures et génio-hyoïdiens sur les inférieures.

### Partie alvéolaire de la mandibule
La partie alvéolaire de la mandibule occupe le bord supérieur de la base de la mandibule.
Sa face supérieure présente seize cavités coniques formant les alvéoles dentaires et constituant l'arc alvéolaire de la mandibule.
Les alvéoles dentaires sont séparées de leurs voisines par les septums inter-alvéolaires. Les alvéoles des prémolaires et des molaires sont elles-mêmes subdivisées en alvéoles secondaires par les septums interradiculaires pour chaque racine dentaire.
Chacune des alvéoles reçoit une dent pour former une gomphose entre la dent et la mandibule.
La face périphérique du processus est marquée par des bosses répondant aux alvéoles dentaires : les jugums (ou bosses ou reliefs) alvéolaires.
La partie située derrière la dernière molaire forme le trigone rétromalaire (ou limbe alvéolaire rétrodentaire) formant une dépression : la fosse rétromolaire.
Le haut du trigone forme une ligne d'insertion pour le muscle buccinateur qui se prolonge sur la face externe le long du bord supérieur.
Le bas du trigone donne insertion au muscle constricteur du pharynx.

## Branches de la mandibule
Les deux branches de la mandibule se projettent en haut à partir de l'arrière de la base de la mandibule.
Leur bord antérieur sont en continuité avec le bord supérieur de la partie alvéolaire.
Leur bord postérieur est en continuité avec le bord inférieur de la base de la mandibule en formant les angles de la mandibule.
Leur bord supérieur porte les processus condyliens de la mandibule à l'arrière et les processus coronoïdes de la mandibule à l'avant. Les processus sont séparés par les profondes incisures mandibulaires.
Les parties inférieures des faces externes des angles de la mandibule sont marquées par des crêtes rugueuses obliques en bas et en arrière formant les tubérosités massétérines. Celles des faces internes portent les tubérosités ptérygoïdes.
Sur leur face médiale et en arrière des sommets des processus coronoïdes nait une crête osseuse qui descend jusqu'au sommet du trigone rétromolaire : la crête temporale de la mandibule (ou crête temporale du maxillaire inférieur ou ligne temporale du maxillaire inférieur). Elle se divise en bas au niveau du trigone en une crête buccinatrice qui rejoint le bord supérieur de la partie alvéolaire et une branche inférieure qui se poursuit par la ligne mylo-hyoïdienne.
En face de la ligne dentaire et à mi-distance entre les bords antérieur et postérieur s'ouvrent les orifices postérieurs des canaux mandibulaires par les foramens mandibulaires.
Les processus condyliens portent à leur sommet les surfaces articulaires pour les articulations temporo-mandibulaires.
Les faces latérales donnent insertion au muscle masséter
Les sommets des processus coronoïdes donnent insertion au muscle temporal.
Les faces médiales donnent insertion aux muscles ptérygoïdiens médiaux sur les tubérosités ptérygoïdes et aux muscles ptérygoïdiens latéraux au niveau du col de la mandibule.

## Embryologie
La mandibule est initialement formée de deux os, les dentaires droit et gauche, qui fusionnent au cours du développement embryonnaire, formant la symphyse mentonnière (ou symphyse mandibulaire).

## Anatomie fonctionnelle

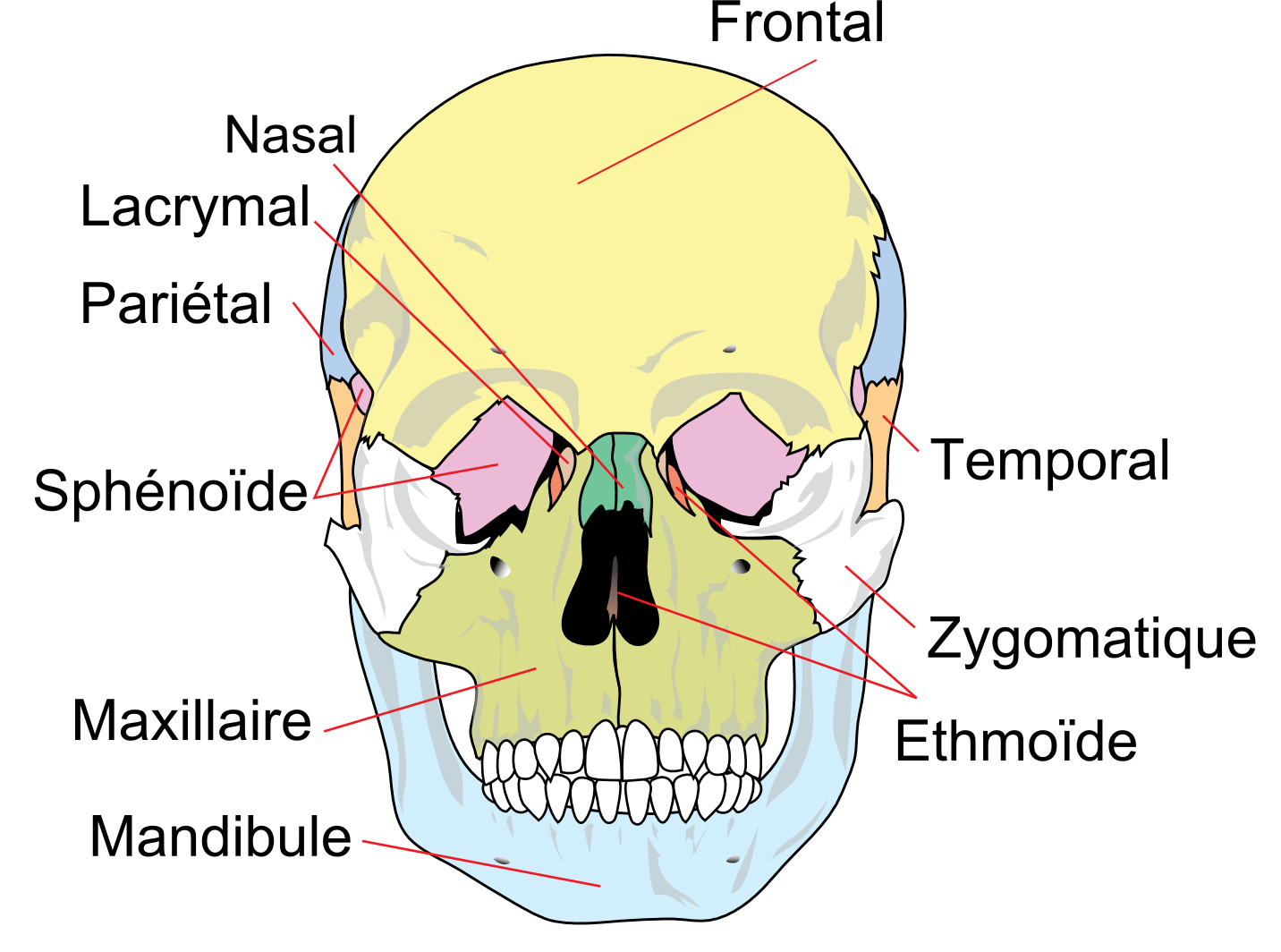
L'os maxillaire et la mandibule constituent la mâchoire humaine.

La mandibule est, avec le maxillaire, l'os qui porte les dents et par son articulation avec le crâne contribue à la mastication.

## Innervation et vascularisation
La mandibule est innervée par le nerf mandibulaire, ou nerf V
3 (troisième branche du nerf trijumeau, ou nerf V, qui va aussi donner le V
2 = nerf maxillaire et le V
1 = nerf ophtalmique). Ce nerf est responsable de l'innervation sensitive des dents et de la gencive adjacente. Il est également moteur pour les muscles de la mastication.

## Aspect clinique

### Luxation de la mandibule
En cas de luxation de la mandibule, la manœuvre de Nélaton permet une réduction de la luxation.
Lorsqu'un trait de fracture de la branche horizontale passe par le trou mentonnier, on observe une anesthésie du territoire cutané correspondant au nerf mentonnier.

## Mandibules humaines fossiles

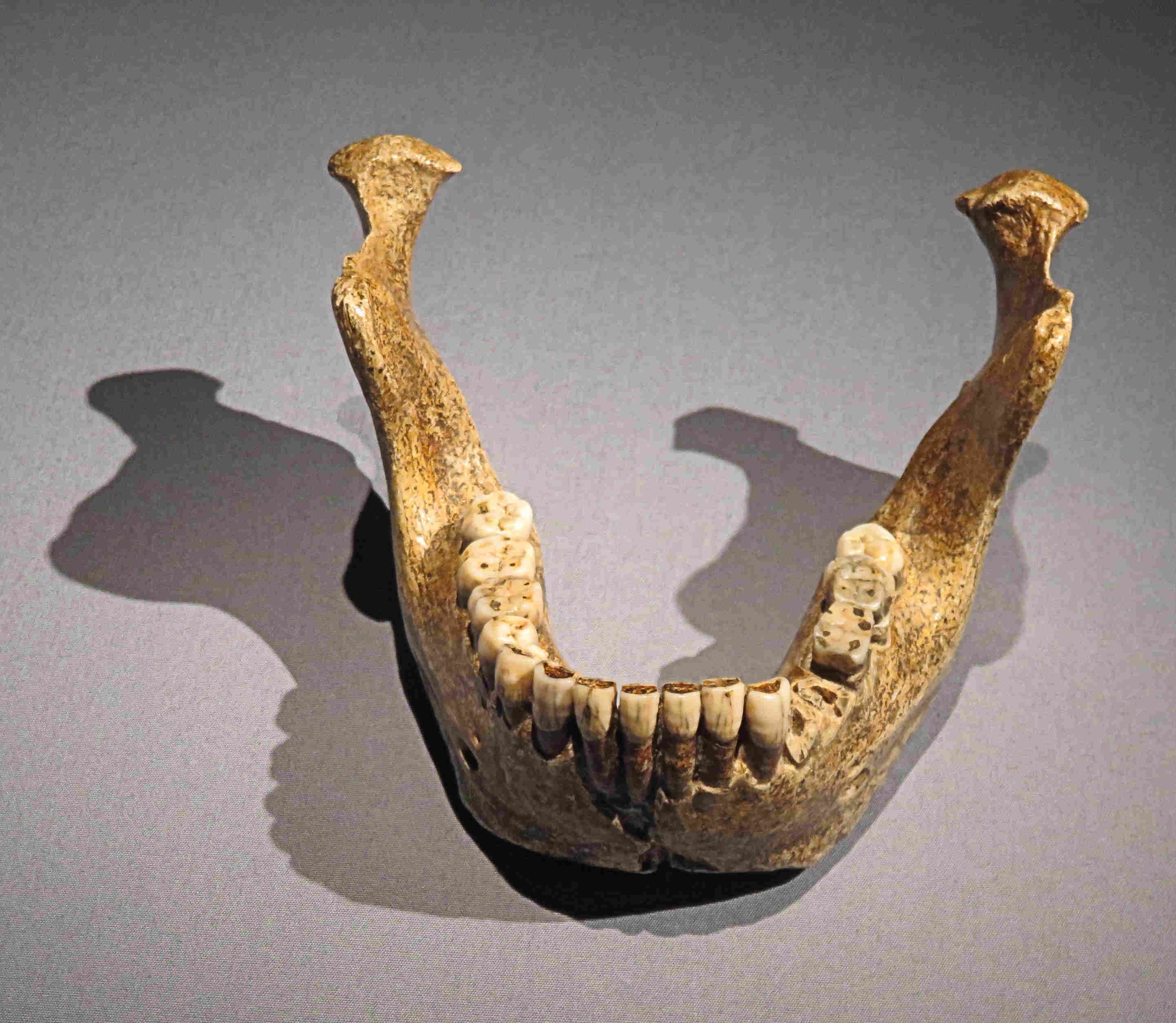
Réplique de la mandibule de Mauer

- Mandibule de Mauer
- Mandibule de Montmaurin
- Mandibule de Peninj
- Mandibule de Mala Balanica
- Mandibule de la Sima del Elefante
- Abel (australopithèque)

## Galerie

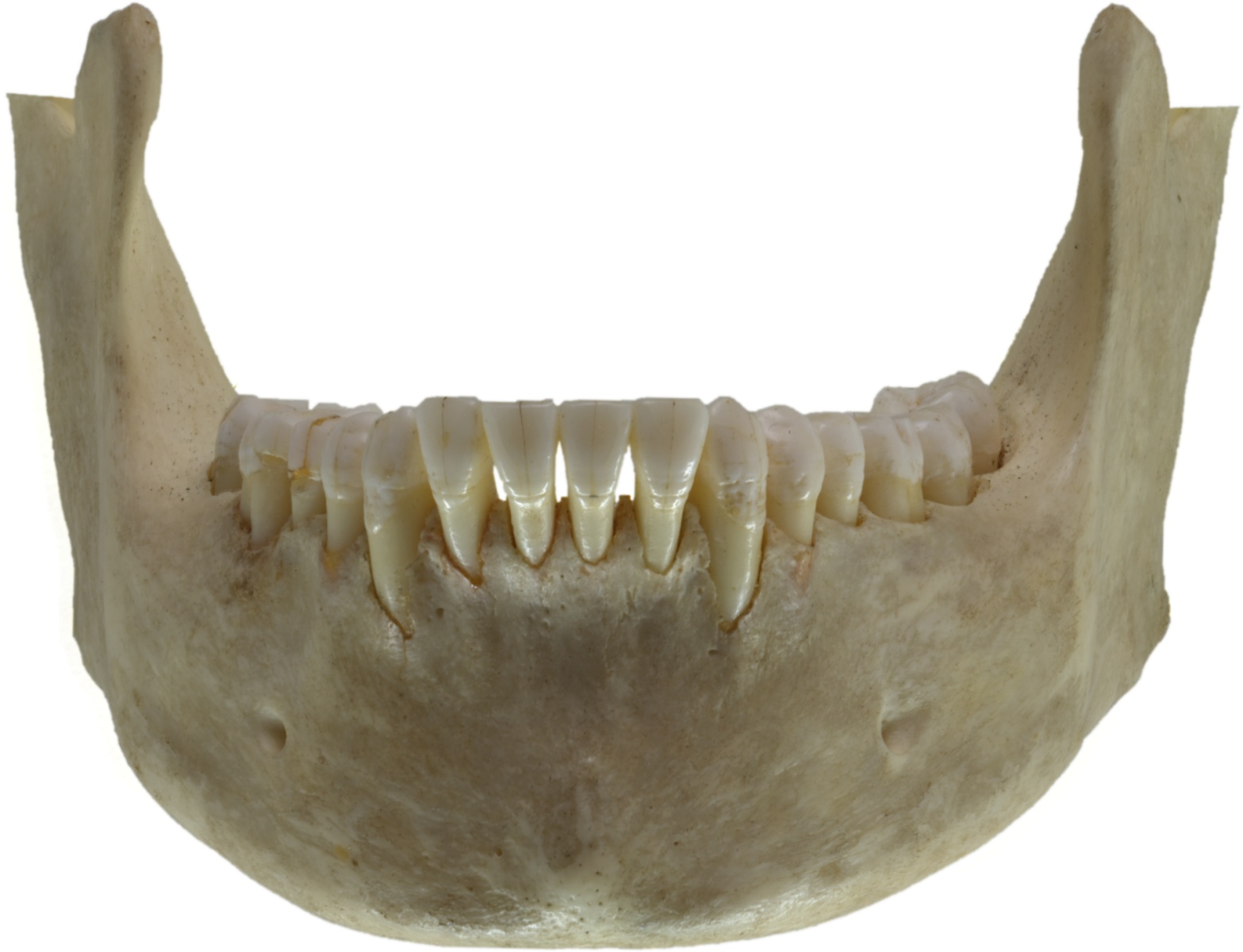
Mandibule humaine, vue de face
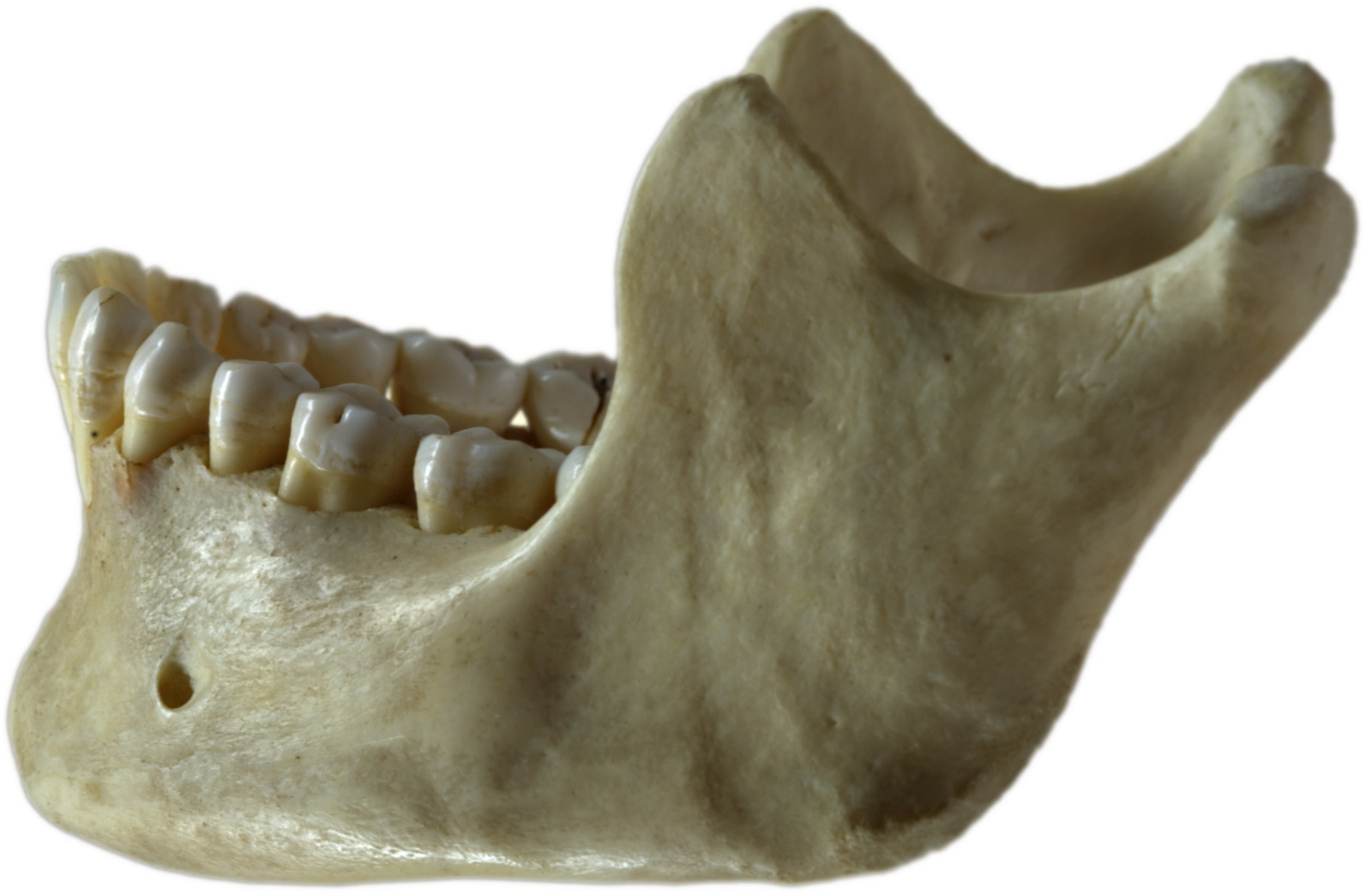
Mandibule humaine, vue de gauche
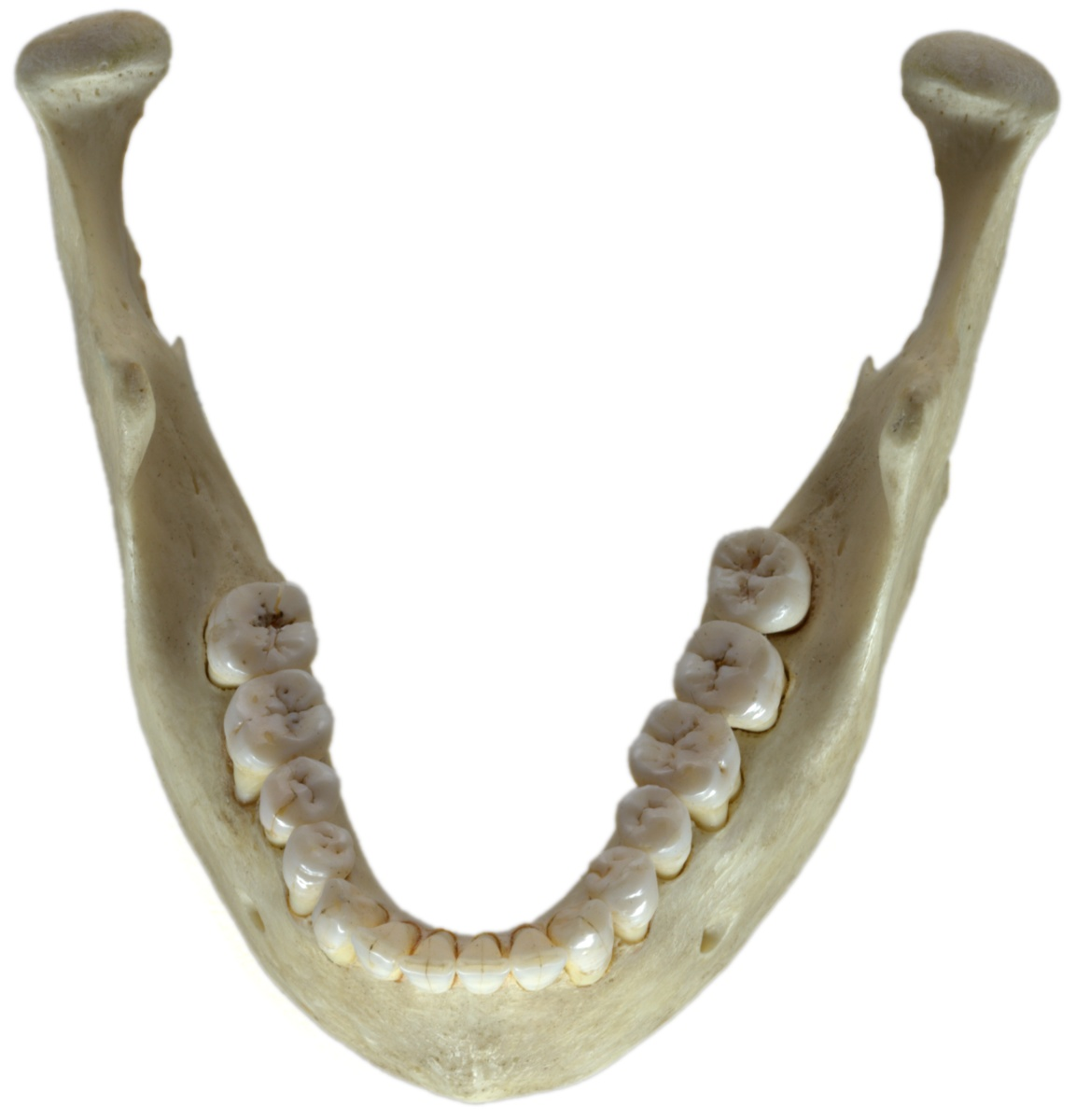
Mandibule humaine, vue de haut